# 성층권 계면
성층권 계면 (成層圈界面)은 지구 대기권의 성층권과 중간권 사이 영역이다. 성층권에서는 오존의 자외선 흡수에 의해 고도에 따라 온도가 상승하는 반면, 중간권에서는 고도에 따라 온도가 감소하므로, 성층권 계면은 온도가 최대로 되는 지점을 뜻한다.
지구에서 성층권 계면은 일반적으로 고도 50킬로미터 정도에 위치하는 것으로 알려져 있다. 성층권 계면의 대기압은 해수면의 대기압의 약 1000분의 1이다. 그리고 사람들이 타는 풍선기구의 최대 높이의 마지막이 이 지점인데 이 지점 조금 벗어나면 불이 꺼지게 되어있다.

## 같이 보기
- 제트류